# Cintruénigo
Cintruénigo é um município da Espanha 
na província e comunidade autónoma de Navarra. Tem 37,34 km² de área e em 2021 tinha 8 051 habitantes (densidade: 215,6 hab./km²).

## Demografia
| Variação demográfica do município entre 1991 e 2004 | Variação demográfica do município entre 1991 e 2004 | Variação demográfica do município entre 1991 e 2004 | Variação demográfica do município entre 1991 e 2004 |
| --------------------------------------------------- | --------------------------------------------------- | --------------------------------------------------- | --------------------------------------------------- |
| 1991                                                | 1996                                                | 2001                                                | 2004                                                |
| 5313                                                | 5430                                                | 5932                                                | 6527                                                |